# Ricardo Jiménez (fotógrafo)
Ricardo Jiménez (Caracas, 15 de octubre de 1951– id., 29 de agosto de 2024) fue un fotógrafo venezolano. Participó en distintas exposiciones colectivas e individuales, dentro y fuera del país. Su obra forma parte de grandes colecciones nacionales e internacionales, como el Museo Reina Sofía en España y el Archivo Fotografía Urbana en Venezuela.

## Biografía
Nace en Caracas el 15 de octubre de 1951, hijo de Héctor Jiménez y Lourdes Font. Durante su infancia viaja con frecuencia al oriente y sur de Venezuela para visitar a su familia. Estos viajes influyeron en su obra profesional.
Inicia sus estudios de psicología en la Universidad Central de Venezuela. En 1975 comienza a dedicarse a la fotografía y se inscribe en la Escuela Frías de Altamira y en un curso con Alexis Pérez-Luna en el Instituto de Diseño Neumann.Trabaja de asistente de fotografía para el cortometraje Mollock y las películas El Cabito y Ana y Gabriel entre 1976 y 1977.
En 1977 ingresa en el Sir John Cass School of Art en Inglaterra bajo la tutela del fotógrafo Mick Williamson. Asiste a talleres de Paul Hill y Raymond Moore en el Photographer’s Place en Nottingham. En 1978 se inscribe en el Bournemouth and Poole College of Art and Design, donde obtiene el diploma de fotografía en 1981.
En Inglaterra, comienza a trabajar junto a Ricardo Gómez Pérez como asistentes del fotógrafo Brian Griffin.La primera serie de fotos de Jiménez, Inscapes, muestra paisajes interiores urbanos.En ese tiempo, Jiménez, Gómez Pérez y Kim Nygaard forman el grupo Encounters. Juntos, exponen sus primeras fotos en la Galería de Arte de Mánchester. En Inglaterra, Jiménez también conoce al fotógrafo mexicano Manuel Álvarez Bravo, quien le aconseja poner nombre a sus fotos. Jiménez decide usar versos de poesías como títulos.
Jiménez participa en la exposición colectiva Los venezolanos de 1982, comisariada por María Teresa Boulton y Paolo Gasparini en la Photographer´s Gallery de Londres. Dos años más tarde participa también en 49 años de fotografía artística en Venezuela, en el Museo de Arte de São Paulo organizada por Boulton. En 1985 regresa a Venezuela para hacer su primera exposición individual con La Noche en la Galería El Daguerrotipo de Caracas. Ese año Jiménez recibe el Premio de Fotografía Luis Felipe Toro por su obra.
Estando en Venezuela funda con Ricardo Gómez Pérez la firma Ricar-2, dedicada a la fotografía comercial, publicitaria y editorial.Los dos Ricardo trabajan para revistas como Gerente de Venezuela, Horizontes de Avensa, Complot, Ocean Drive, Espacio, revista de arquitectura y Global Finance de Nueva York. Ricardo Jiménez trabaja también para la revista Pandora del diario El Nacional.De sus trabajos comerciales, surge Bodas (1993-2001), que fue portada de la revista ExtraCámara en 2001.
Ricardo Jiménez gana el Premio V Bienal de Guayana en 1998 por su obra Bitácora. En 2001, Expone en el Centro de Fotografía del Centro Nacional de la Fotografía (CONAC).También obtiene una mención en el Premio de Fotografía Latinoamericana Josune Dorronsoro, organizado por el Museo de Bellas Artes de Caracas en 2001.

### Docencia
En 2007 comienza a dedicarse a la docencia en fotografía para la Organización Nelson Garrido (ONG) y para Roberto Mata Taller de Fotografía.En 2018 Jiménez dicta un curso junto a la fotógrafo Elizabeth Schummer con el proyecto 101 Camaras X del Espacio Anna Frank.Junto con otros fotógrafos, da un curso de fotografía en el Centro de Investigaciones de Estudios Fotográficos de Caracas en febrero de 2024.

### Curaduría
Jiménez también fue curador de arte en Roberto Mata Taller de Fotografía en la Hacienda La Trinidad. En 2023, fue curador de las exposiciones Black de Ernesto Costante, LAR de Wendy Estrella, y de Los hijos del vacío de Andrea Hérnandez.En 2024, también fue curador de las exposiciones LIMBOS de Alejandro Escalante (marzo)y de Ex Lux, Tenebrae, Pulchritudo de Aglaia Berlutti (octubre).

### Vida personal
Ricardo Jiménez y su esposa Consuelo tuvieron 2 hijas.

## Obra
Su primera gran exposición La Noche de 1985 está inspirada en las obra de guerra del fotógrafo húngaro Brassaï, fotografía urbana nocturna con énfasis en la iluminación natural y artificial.Esta obra la hace bajo la curadoría del fotógrafo Vasco Szinetar (quien siempre estuvo presente en sus exposiciones) y con textos del poeta Ígor Barreto.
Paralela a esta obra Jiménez realiza Retratos del interior, con fotografías de paisajes rurales y pueblos del interior de Venezuela con enfoque en el aspecto humano.
Su obra más conocida Caracas desde el carro de 1993 (Fondo Editorial Fundarte), es un referente en la fotografía venezolana. En esta obra Jiménez retrata situaciones cotidianas tomadas desde su carro. El historiador del arte Horacio Fernández la añadió a su recopilación de Historia del fotolibro latinoamericano en 2011. El Museo Nacional Centro de Arte Reina Sofía de Madrid añadió esta obra a su colección en 2018.
Otros de sus trabajos importantes El Duelo de 2010 con una serie de fotos de pelea de gallos, Carreteras Nocturnas de 2010 en sus travesías por Venezuela, Paisaje Vertical de 2014 en homenaje al fotógrafo checo Josef Koudelka, Realidades Instantáneas de 2015 con fotografía surrealista tomada en polaroids, y Bitácora de 2022 presentada en Madrid el marco de PHotoEspaña.
Jiménez participó en distintas exposiciones nacionales e internacionales, entre ellas Global Enviroment (Fotofest, Texas, EEUU, 1994); Lo Real Maravilloso (Prato, Italia, 1997); Ten Contemporary Venezuelan Photographers: De-Centering Visions (Pennsylvania, EEUU, 1998); Caracas Instantánea (Sala Mendoza, Caracas, 2009); La Sombra del Apostador (Open House: Encounters, Brighton Art Festival, Inglaterra, 2010); Mas Allá de la Imagen (Fundación BBVA, Caracas 2012); Urbes Mutantes (Museo del Banco de La República, Bogotá, Colombia, 2012) y Contacto-Consecuencia (Cultura Tresy3, Caracas, 2016).
Jiménez tenía un gran interés por la poesía, en 2016 comparte sus fotos de Punto Fijo para acompañar los poemas de Ígor Barreto en el Ateneo de Caracas.
En 2017 recibe una edición su fotolibro de PHotoBolsillo, una colección de autores latinoamericanos de la editorial española La Fábrica.
Participa también Retratos de Caracas. 8 Fotógrafos de (2022), cuando se inaugura la Sala El Archivo, del Centro Cultural  de la Universidad Católica Andrés Bello en alianza con el Archivo Fotografía Urbana.También participa en la exposición Retratos de Caracas. 8 Fotógrafos (2023) en el Centro de Bellas Artes Ateneo de Maracaibo organizado por la Alianza francesa de Maracaibo en la novena edición el Festival de Fotografía Foto Maracaibo. Su obra también fue incluida en la gran colectiva 51 años de desnudos (2023) con la participación 46 fotógrafos en SpazioZero Galeria.

## Honores
En 2024, la sala de exposición Ricardo Jiménez del Roberto Mata Taller de Fotografía en la Hacienda La Trinidad Parque Cultural, fue inaugurada en su honor y memoria póstuma.

## Colecciones
Las fotografías de Ricardo Jiménez forman partes de colecciones como Banco Mercantil (Caracas); Ignacio y Valentina Oberto (Caracas); Instituto Autónomo Biblioteca Nacional (Caracas); Stanislas y Leticia Poniatowski (Bogotá), Alexis Fabry (París), Archivo Fotografía Urbana (Caracas) y Museo Nacional Centro de Arte Reina Sofía (Madrid).

## Publicaciones
- Merewether, Charles (1987). A Marginal Body: The Photographic Image in Latin America. Sidney, Australia: Australian Centre for Photography. ISBN 9780909339043.
- Boulton, María Teresa (1990). Anotaciones sobre la fotografía venezolana contemporánea. Monte Avila Editores. ISBN 978-980-01-0342-5.
- Jiménez, Ricardo; Garaycochea, Oscar (1993). Caracas desde el carro. Fondo Editorial Fundarte. ISBN 9789802531813.
- Palenzuela, Juan Carlos (2001). Fotografía en Venezuela 1960-2000. Movilnet. ISBN 978-980-07-7950-7.
- Jiménez, Ricardo (2001). Bitácora. Caracas, Venezuela: Centro Nacional de la Fotografía. ISBN 9789803760403.
- Nueve miradas: Bigott en sus 80 años. Caracas, Venezuela: Fundación Bigott. 2001. p. 65. ISBN 9789806428263.
- Castellanos, Alejandro (2003). Mapas abiertos: fotografía latinoamericana, 1991-2002. Lunwerg Editores. ISBN 978-84-7782-942-3.
- Urbes Mutantes: Latin American Photography 1941-2012. RM Verlag. 2013. ISBN 978-84-15118-52-7.
- Gónzales, Lorena (2010). «Relatos fotográficos: Encuentros potenciales en la obra de Ricardo Jiménez». Sueños de la Razón 1: 27-34. ISBN 9789568415600.
- Fernández, Horacio (2011). El fotolibro latinoamericano. RM. ISBN 978-607-7515-75-3.
- Jiménez, Ricardo (2018). Paisaje vertical. Intervalo Taller Editorial.
- Jiménez, Ricardo (2018). Ricardo Jiménez: PHotoBolsillo. La Fábrica. ISBN 978-84-17048-18-1.
- Del Búfalo, Erik (2021). «Fotografiar la incertidumbre, Ricardo Jiménez y Aaron Sosa dos fotógrafos Venezolanos en cuarentena». Sueños de la Razón 10: 60-65. ISBN 9789564107998. (portada de la revista de Ricardo Jiménez)